# Astakos
Astakos (gr. Αστακός) – miejscowość w Grecji, w administracji zdecentralizowanej Peloponez, Grecja Zachodnia i Wyspy Jońskie, w regionie Grecja Zachodnia, w jednostce regionalnej Etolia-Akarnania. Siedziba gminy Ksiromero. W 2011 roku liczyła 2696 mieszkańców.